# Powiat Tarnowitz

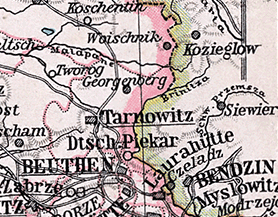
Powiat Tarnowitz

Powiat Tarnowitz (niem. Kreis Tarnowitz, pol. powiat tarnogórski) – niemiecki powiat istniejący w okresie od 1873 do 1927 r. na terenie prowincji śląskiej.
Powiat powstał w 1873 r. poprzez wydzielenie z powiatu Beuthen. W wyniku plebiscytu na Górnym Śląsku większa część powiatu przeszła pod władzę polską, gdzie utworzono powiat tarnogórski. Fragmenty powiatu, które pozostały w Niemczech, połączono w 1927 r. z pozostałościami powiatu Beuthen w powiat Beuthen-Tarnowitz z siedzibą w Bytomiu.
W 1910 r. powiat obejmował 69 gmin o powierzchni 327,59 km² zamieszkanych przez 77.583 osób.